# Michael Færk Christensen
Michael Færk Christensen (Hobro, 14 februari 1986) is een Deens baanwielrenner. In 2006 werd hij samen met Christian Knørr en Martin Mortensen Deens kampioen ploegenachtervolging; in 2009 werd hij op dit onderdeel wereldkampioen samen met Casper Jørgensen, Jens-Erik Madsen, Alex Rasmussen en Michael Mørkøv. Mørkøv reed de kwalificatierondes, Christensen alleen de finale. In dezelfde samenstelling werd een jaar eerder een zilveren medaille behaald op de Olympische Zomerspelen 2008.

## Palmares

### Baanwielrennen
2006
- Deens kampioen ploegenachtervolging

2008
- Wereldkampioenschap ploegenachtervolging (met Jens-Erik Madsen, Alex Rasmussen en Casper Jørgensen)
- Olympische Spelen Ploegenachtervolging (met Casper Jørgensen, Michael Mørkøv en Alex Rasmussen)

2009
- Wereldkampioenschap Ploegenachtervolging (met Casper Jørgensen, Alex Rasmussen en Jens-Erik Madsen)
- Deens kampioen 1km tijdrit